# Melissa Bonny
Melissa Bonny (Montreux, Suiza, 23 de enero de 1993), es una cantante y compositora suiza, conocida por ser la vocalista de la banda de metal sinfónico Ad Infinitum.
Después de graduarse de la escuela, Melissa formó parte de una banda que realizaba covers en su ciudad de residencia. Luego, el año 2012 ingresa como vocalista a la banda de folk metal Evenmore. Ya el 2018, deja Evenmore para dar origen a su proyecto Ad Infinitum, en donde además de ser la vocalista, es la letrista y compositora.
Para el año 2021, Bonny junto con otros músicos como Hans Platz, Henny Diehl y Morten Løwe Sørensen crearon el proyecto The Dark Side of the Moon, contratados por la productora austriaca Napalm Records.

## Vida personal
Desde el año 2020, Melissa reside en Dinamarca junto a su pareja Morten Løwe Sørensen (casados en 2023), baterista de la banda Amaranthe.

## Discografía

### ConEvenmore
- 2014: The Beginning [EP]
- 2016: Last Ride

### ConRage of Light
- 2016: Chasing a Reflection [EP]
- 2019: Imploder

### ConAd Infinitum
- 2020: Chapter I: Monarchy
- 2021: Chapter II: Legacy
- 2023: Chapter III: Downfall
- 2024: Abyss

### ConThe Dark Side of the Moon
- 2021: Jenny of Oldstones (cover de Game of Thrones) [Sencillo]
- 2022: May It Be (cover de Lord of the Rings) [Sencillo][3]

## Premios y nominaciones

### FemMetal Awards
| Año  | Trabajo nominado             | Categoría       | Resultado |
| ---- | ---------------------------- | --------------- | --------- |
| 2021 | Melissa Bonny (Ad Infinitum) | Mejor vocalista | Nominada  |